# Marie Brand und das mörderische Vergessen
Marie Brand und das mörderische Vergessen ist die vierte Folge der deutschen Krimiserie Marie Brand mit Mariele Millowitsch in der Titelrolle und Hinnerk Schönemann als Kriminalhauptkommissar Jürgen Simmel. Sie wurde von Eyeworks produziert im Auftrag des ZDF unter Redaktion von Wolfgang Feindt und in Köln und Umgebung gedreht. Die Erstausstrahlung am 16. Dezember 2009 im ZDF erreichte durchschnittlich 6,11 Millionen Zuschauer, was 19,4 Prozent des Marktanteils in Deutschland entsprach. In Italien wurde der Film am 12. Juli 2014 unter dem Titel Marie Brand e l’amore che uccide ausgestrahlt.

## Handlung
Ihr neuester Fall führt die Kommissare Brand und Simmel direkt in die Pathologie der Kölner Uniklinik. Der Neuropathologe Dr. Jens Bergengrün wird dort von seiner Sekretärin Nicola May tot aufgefunden. Obwohl es keine Anzeichen auf ein Fremdverschulden gibt, findet Kommissarin Marie Brand Anzeichen einer Vergiftung. Sehr wahrscheinlich hat jemand seinen Kaffee vergiftet. Da sich Nicola May auffallend schnell vom Ort des Geschehens entfernen will, zieht sie damit einen ersten Verdacht auf sich. Simmel ist sich jedoch sicher, dass die sympathische junge Frau nichts mit dem Tod ihres Chefs zu tun hat. Er mag sie und geht sogar eine emotionale Beziehung mit ihr ein.
Von Professor Jacobsen erfährt Marie Brand, dass Bergengrün mit ihm zusammen an einer Forschungsstudie über Demenz gearbeitet hatte. Das nutzt sie gleich privat, da sie die Vermutung hat, dass mit ihrem Mann etwas nicht stimmt.
Nachdem das Opfer obduziert wurde, bestätigt sich Brands Verdacht. Der Mörder wusste offensichtlich von Bergengrüns Nussallergie und hat dies für sein Ziel ausgenutzt. Die beiden Kommissare erfahren von Polizeichef Engler, dass Bergengrün früher für die Gerichtsmedizin gearbeitet und dort aufgrund seiner damaligen Alkoholabhängigkeit fehlerhafte Gutachten erstellt hatte. Somit wurden womöglich unschuldige Menschen ins Gefängnis gebracht. Einer dieser Verurteilten war unter anderen Steffen Schmieder, der erst vor kurzem aus der Haft entlassen wurde. Schmieder wird befragt, streitet jedoch ab, mit Bergengrüns Tod etwas zu tun zu haben.
Für Marie Brand ist es auffällig, dass Professor Jacobsen Bergengrün eingestellt hat, obwohl er von seinem Alkoholproblem wusste. Möglicherweise wollte er damit ein Druckmittel gegen Bergengrün haben. Außerdem findet sie heraus, dass Jacobsens Frau mit Bergengrün ein Verhältnis hatte, was ein Grund für eine Eifersuchtstat hätte sein können. Doch so richtig passt das alles nicht zusammen, auch Nicola May macht sich durch widersprüchliche Angaben immer wieder verdächtig und Steffen Schmieder hat der Polizei ein falsches Alibi geliefert, was auch ihn weiter im Kreis der Verdächtigen hält. Dennoch verschärft sich der Verdacht gegen Professor Jacobsen. Er hatte voreilig Patienten nach seiner neu entwickelten Operationsmethode behandelt, die stets kurze Zeit danach starben. Bergengrün hatte dies bemerkt und daher hatte Jacobsen ihn zum Schweigen gebracht. Als Marie Brand ihn darauf anspricht, gibt er es unumwunden zu und wird festgenommen.
Die Zerstreutheit, die Maries Mann in letzter Zeit an den Tag legte, rührten nicht von einer neurologischen Erkrankung her, wie Marie annahm, sondern von seiner Verliebtheit. Er hatte vor einem Monat jemanden kennengelernt und trägt sich mit dem Gedanken, Marie zu verlassen.

## Kritiken
Rainer Tittelbach von tittelbach.tv urteilt: „Die ZDF-Reihe um das Kombinationsgenie Marie Brand und ihren Sonnenbrillen-Cop Simmel erfindet den Krimi nicht neu, gewinnt aber an Klasse, je besser man die TV-Krimilandschaft kennt. ‚Marie Brand und…‘ bereichert das Genre, ist unspektakulär und doch ungewöhnlich. Und Mariele Millowitsch ist ein Traum für jeden, der serielles 50+-Fernsehen macht.“
Die Kritiker der Fernsehzeitschrift TV Spielfilm geben den ‚Daumen nach oben‘ für viel Spannung und Humor und meinen zu diesem neuen Marie-Brand-Film: „Ganz souverän ermittelt das ungleiche Kölner Duo vor ernstem Hintergrund.“ Sie resümieren: „Einschalten bitte nicht vergessen!“